# Oleksij Ljubčenko
Oleksij Mykolajevyč Ljubčenko (Ukrajinsky: Олексій Миколайович Любченко; * 21. září 1971, Orlovec) je ukrajinský ekonom a politik. V roce 2021 působil jako první místopředseda vlády Ukrajiny a zároveň jako ministr hospodářského rozvoje a obchodu. Při obměně kabinetu v listopadu 2021 byl ve funkci vystřídán Julijí Svyrydenkovou.